# نرت پیرسل، تگزاس
نرت پیرسل (به انگلیسی: North Pearsall) یک منطقهٔ مسکونی در ایالات متحده آمریکا است که در شهرستان فریو، تگزاس واقع شده‌است. نرت پیرسل ۳٫۹۳ کیلومتر مربع مساحت و ۶۱۴ نفر جمعیت دارد و ۱۹۰ متر بالاتر از سطح دریا واقع شده‌است.